# Matthieu Laguerre
Pas d'image ? Cliquez ici

a Compétitions nationales et continentales officielles uniquement.

b Matchs officiels uniquement.
Matthieu Laguerre, né le 3 février 1999 à Marseille, est un joueur de rugby à XIII français évoluant au poste de centre.
Formé à Marseille Provence XV dès les premiers pas, il jouera à XV jusqu’à la catégorie minimes. C’est alors qu’il aura une double licence à XV, Stade Phocéen et à XIII, Marseille XIII Avenir. Il intègre l’académie des Dragons U19, puis St-Estève XIII Catalan, réserve des Dragons Catalans en 2018, puis les Dragons Catalans en 2021. Il remporte le Championnat de France en 2019 sans en disputer la finale. Avec les Dragons Catalans, il prend part à sa première rencontre de Super League en 2021 contre Hull KR avec un essai inscrit.
Son frère, Benjamin Laguerre, est également joueur de rugby à XIII à Toulouse.

## Biographie
Né à Marseille et formé à Marseille XIII, Laguerre passe par le pôle espoirs de Salon-de-Provence puis intègre les Dragons Catalans des moins de 19 ans et sa réserve Saint-Estève XIII Catalan. Il prend également part à des stages de l'équipe de France sous les ordres d'Aurélien Cologni.
En juillet 2020, fort de ses performances avec Saint-Estève XIII Catalan, les Dragons Catalans lui font signer son premier contrat professionnelle pour deux années. Lors de la saison 2021, il profite du forfait sur blessure de Samisoni Langi pour prendre part à son premier match sous les couleurs des Dragons Catalans le 27 mars 2021 contre Hull KR au poste de centre. Au cours de cette première, il exécute une libération de balle après contact amenant un essai puis inscrit son premier essai sur une passe de Sam Tomkins prenant une part active dans le succès de son club 29-28.
À cette occasion, son entraineur, Steve Mc Namara salue sa performance : pour le coach anglais, Matthieu Laguerre, qui au départ n'avait pas le niveau physique selon lui pour jouer à ce niveau,  a travaillé dur pour l'acquérir. Il estime même à la suite du match, que le joueur a le potentiel pour devenir  un  « grand centre ».

## Palmarès
- Collectif :
  - Vainqueur du Championnat d'Europe des moins de dix-neuf ans : 2018 (France).
  - Vainqueur du Championnat de France : 2019[5] (Saint-Estève XIII Catalan).
  - Finaliste de la Super League : 2021 et 2023 (Dragons Catalans).
  - Finaliste de la Coupe de France : 2019[5] (Saint-Estève XIII Catalan).
  - Finaliste de la Super League : 2021 (Dragons Catalans).

### Détails en sélection
| 1. | 24 octobre 2021   | Angleterre     | 10-30 | Test-match     | Centre | - | - | - | - |
| 2. | 19 juin 2022      | Pays de Galles | 34-10 | Test-match     | Centre | - | - | - | - |
| 3. | 17 octobre 2022   | Grèce          | 34-12 | Coupe du monde | Centre | - | - | - | - |
| 4. | 22 octobre 2022   | Angleterre     | 18-42 | Coupe du monde | Centre | - | - | - | - |
| 5. | 30 octobre 2022   | Samoa          | 4-62  | Coupe du monde | Centre | - | - | - | - |
| 6. | 29 avril 2023     | Angleterre     | 0-64  | Test-match     | Ailier | - | - | - | - |
| 7. | 24 septembre 2023 | Serbie         | 78-10 | Test-match     | Centre | 8 | 2 | - | - |
| 8. | 26 novembre 2024  | Pays de Galles | 48-6  | Qualif. CM     | Centre | - | - | - | - |

### Statistiques
| Saison | Saison                  | Championnat  | Championnat | Championnat | Championnat | Championnat | Championnat | Championnat | Coupe         | Coupe      | Coupe | Coupe | Coupe | Coupe | Coupe | Sélection | Sélection | Sélection | Sélection | Sélection | Sélection | Sélection |
| Saison | Saison                  | Comp.        | Class.      | M           | Pts         | Ess.        | Buts        | Dp.         | Comp.         | Class.     | M     | Pts   | Ess.  | Buts  | Dp.   | Comp.     | M         | Pts       | Ess.      | Buts      | Dp.       |           |
| ------ | ----------------------- | ------------ | ----------- | ----------- | ----------- | ----------- | ----------- | ----------- | ------------- | ---------- | ----- | ----- | ----- | ----- | ----- | --------- | --------- | --------- | --------- | --------- | --------- | --------- |
| 2021   | Dragons Catalans        | Super League | Finaliste   | 9           | 24          | 6           | -           | -           | Challenge Cup | 1/4 finale | 0     | -     | -     | -     | -     |           | 1         | -         | -         | -         | -         |           |
| 2022   | Dragons Catalans        | Super League | 1er tour    | 13          | 32          | 8           | -           | -           | Challenge Cup | 1/4 finale | 1     | -     | -     | -     | -     | CM        | 4         | -         | -         | -         | -         |           |
| 2023   | Dragons Catalans        | Super League | Finaliste   | 6           | 8           | 2           | -           | -           | Challenge Cup | 1/8 finale | 0     | -     | -     | -     | -     |           | 2         | 8         | 2         | -         | -         |           |
| 2023   | Toulouse olympique XIII | Championship | Finaliste   | 8           | -           | -           | -           | -           |               |            |       |       |       |       |       |           |           |           |           |           |           |           |
| 2024   | Dragons Catalans        | Super League | 7e          | 12          | 12          | 3           | -           | -           | Challenge Cup | 1/4 finale | 2     | -     | -     | -     | -     |           | 1         | -         | -         | -         | -         |           |
| 2025   | Dragons Catalans        | Super League |             | 9           | 12          | 3           | -           | -           | Challenge Cup | 1/2 finale | 2     | 4     | 1     | -     | -     |           |           |           |           |           |           |           |